# Bridge over Troubled Water (bài hát)
"Bridge over Troubled Water" là một bài hát nằm trong album cùng tên của Simon & Garfunkel. Đĩa đơn cho ca khúc được phát hành vào ngày 26 tháng 2 năm 1970, vươn lên vị trí thứ nhất trên Billboard Hot 100 ngày 28 tháng 2 năm 1970 và duy trì vị trí đó trong 6 tuần.
Quá trình ghi âm ca khúc xảy ra vào thời điểm mà Simon & Garfunkel đang đi đến những ngày cuối cùng của việc thu âm album với nhiều tranh cãi cũng như bất đồng trong quan điểm nghệ thuật. Sau này Simon đã nhiều lần bày tỏ sự nuối tiếc khi đã để Garfunkel trình bày "Bridge over Troubled Water" như một ca khúc solo và dành mọi sự chú ý về phía mình.
Tuy vậy thời gian đã chứng minh quyết định của Paul Simon là hoàn toàn đúng khi "Bridge over Troubled Water", được trình bày bày qua giọng ca đầy xúc cảm của Art Garfunkel luôn chứng tỏ sức sống mãnh liệt trong lòng người hâm mộ. Tạp chí âm nhạc Rolling Stone đã xếp nó ở vị trí 47 trong số 500 ca khúc hay nhất mọi thời đại.